# Pahalgam
Pahalgam là một thị xã và là nơi đặt ủy ban khu vực quy hoạch (notified area committee) của quận Anantnag thuộc bang Jammu và Kashmir, Ấn Độ.

## Địa lý
Pahalgam có vị trí 34°02′B 75°20′Đ / 34,03°B 75,33°Đ Nó có độ cao trung bình là 2740 mét (8989 feet).

## Nhân khẩu
Theo điều tra dân số năm 2001 của Ấn Độ, Pahalgam có dân số 5922 người. Phái nam chiếm 56% tổng số dân và phái nữ chiếm 44%. Pahalgam có tỷ lệ 35% biết đọc biết viết, thấp hơn tỷ lệ trung bình toàn quốc là 59,5%: tỷ lệ cho phái nam là 49%, và tỷ lệ cho phái nữ là 17%. Tại Pahalgam, 14% dân số nhỏ hơn 6 tuổi.